# La Chambre noire (film, 2004)
Pour les articles homonymes, voir La Chambre noire.
Pour plus de détails, voir Fiche technique et Distribution.
La Chambre noire  est un film marocain réaliser par Hassan Benjelloun, sorti en 2004,.

## Fiche technique
- Titre : La Chambre noire
- Réalisation : Hassan Benjelloun
- Scénario : Hassan Benjelloun
- Compositeur :
- Musique : Younes Megri
- Montage : Emmanuel Faure
- Directeur de la photo : Kamal Derkaoui
- Attachée de presse (film) :
- Décorateur :
- Producteur :
- Mixage :
- Production : Bentagerla
- Pays d'origine : Maroc
- Langue : Arabe
- Genre : Fiction
- Durée : 115 minutes
- Dates de sortie : 16 mai 2004

## Récompenses
- 2005 : Etalon d'argent de Yennenga[3]